# Єгіндибулак (Каркаралінський район)
Єгіндибула́к (каз. Егіндібұлақ) — село у складі Каркаралінського району Карагандинської області Казахстану. Адміністративний центр та єдиний населений пункт Єгіндибулацького сільського округу.
Населення — 2128 осіб (2021; 3399 у 2009, 4165 у 1999, 5538 у 1989).
Національний склад станом на 1989 рік:
- казахи — 100 %.

## Уродженці
- Тимченко Володимир Юрійович (1962—2017) — солдат Збройних сил України, учасник російсько-української війни.